# Tarcadobó
Tarcadobó (szlovákul: Dubovica) község Szlovákiában, az Eperjesi kerület Kisszebeni járásában.

## Fekvése
Héthárstól közúton 2 km-re délre, a Kis-Szinye-patak és a Tarca között található.

## Története
1278-ban „Dombomezew” alakban említik először, egy adásvétel kapcsán. 1352-ben „Dobou” néven szerepel, több nemes család birtoka volt. A 16. századtól a Dobay családé. 1427-ben 32 portával szerepel a dézsmajegyzékben. A birtokos Dobay családnak egy 1672 előtti udvarháza állott itt. 1787-ben 99 házában 669 lakos élt.
A 18. század végén Vályi András így ír róla: „DOBÓ. Dubovitze. Tót falu Sáros Vármegyében, földes Ura Dobay Uraság, és mások, lakosai katolikusok, fekszik Torisza vize mellett, Héthárs Városátol nem meszsze, Ispotállya is van, földgyének egy része a’ Pétermezei pusztával együtt, nehezebben miveltetik; de jó gabonát terem, réttye, legelője, és fája is elég, piatzozások sem meszsze, első Osztálybéli.”
1828-ban 112 háza volt 837 lakossal. Lakói főként mezőgazdaságból éltek, később mezőgazdasági idénymunkásokként a közeli nagybirtokokon, valamint Kassa és Eperjes üzemeiben dolgoztak. A faluban malom és fűrésztelep is működött.
Fényes Elek 1851-ben kiadott geográfiai szótárában így ír a faluról: „Dobó, (Dubosicza), Sáros v. tót falu. Héthárshoz 1/4 mfd. 709 romai, 81 gör. kath. lak. Kath. paroch. templom. Több urasági ház. Jó rozs. Erdő. F. u. a Dobay nemzetség. Ut. p. Eperjes.”
Még a 19. században csatolták hozzá Pétermezőt. A trianoni diktátum előtt Sáros vármegye Héthársi járásához tartozott.
Ma a falu kedvelt téli üdülőhely, sípályái, turistaszállásai vannak.

### Pétermező
1278-ban „Petwimezeg”, „Petwmezew” neveken említik. 1330-ban önálló plébánia. 1332-ben „Petermezew” néven szerepel a korabeli forrásokban. 1427-ben 7 portája adózott. A 17. századig a Dobay család birtoka. Lakói zsellérek voltak.
A 18. század végén Vályi András így ír róla: „PÉTERMEZŐ. Petrovjanec. Tót falu Sáros Vármegyében, földes Ura Dobay Uraság, lakosai katolikusok, és másfélék, fekszik Dobóhoz nem meszsze, mellynek filiája, határja középszerű.”
Fényes Elek 1851-ben kiadott geográfiai szótárában így ír a faluról: „Petermező (Petrovjenecz), tót falu, Sáros vmegyében, Dobó fil., 170 kath., 4 evang., 12 zsidó lak. F. u. többen. Ut. p. Eperjes.”
A 19. században Tarcadobóba olvadt.

## Népessége
| Év:            | 1994. | 2004.   | 2014.   | 2024.   |
| -------------- | ----- | ------- | ------- | ------- |
| Emberek száma: | 1421  | 1477    | 1479    | 1430    |
| Eltérés:       |       | +3,94 % | +0,13 % | -3,31 % |

| Év:            | 2023. | 2024.   |
| -------------- | ----- | ------- |
| Emberek száma: | 1445  | 1430    |
| Eltérés:       |       | -1,03 % |

1787-ben 20 házában 189 lakos élt.
1828-ban 22 háza volt 192 lakossal.
1910-ben 718, túlnyomórészt szlovák lakosa volt.
2001-ben 1452 lakosából 1442 szlovák volt.
2011-ben 1502 lakosából 1446 szlovák.

## Híres emberek
- Itt született 1910. július 12-én Abád József neves röplabdaedző, matematikatanár, a Magyar Röplabda Szövetség elnöke, a sportág szaknyelvének kidolgozója.

## Nevezetességei
- Római katolikus temploma 1717-ben épült a régi templom anyagából, legértékesebb műtárgya egy gótikus kehely.
- Barokk kúriája 1733-ban épült.
- Barokk-klasszicista kastélyát a 18. század második felében építették, falainak belső festése 1782-ben készült.